# Panic at the Disco
A Panic! at the Disco (régebben: Panic at the Disco, gyakori rövidítések: Panic!, P!ATD, P!@tD, PATD) Brendon Urie szólóprojektje, amely korábban egy amerikai együttes volt a nevadai Las Vegas-ból. Hangzásviláguk vegyíti a pop, elektronikus, dance és rock elemeket. 2015 óta Brendon Urie az egyetlen hivatalos tagja a zenekarnak; a dobos Dan Pawlovich, a basszista Nicole Row és a gitáros Mike Naran kíséri őt a turnékra. Az együttes arról ismert, hogy minden albummal a hallgatókat egy újabb stílussal lepik meg. Zeneileg megtalálhatóak a pop-punk, pop-rock, pop, baroque-pop, synth-pop, dance-punk, electropop, alternatív-rock, power-pop, emo és emo-pop területén.

## Történet
A zenekart 2004-ben gyermekkori barátok alapították: Brendon Urie, Ryan Ross, Spencer Smith és Brent Wilson. Első demójuk rögzítésekor még középiskolába jártak. Nem sokkal később a zenekar felvette és kiadta debütáló stúdióalbumát, A Fever You Can't Sweat Out (2005) címmel. A második kislemez, az "I Write Sins Not Tragedies" című zeneszám népszerűsítette az albumot, ami az Egyesült Államokban dupla platina volt. 2006-ban az alapító basszusgitáros Brent Wilsont egy nagyszabású turné során rakták ki a zenekarból, őt Jon Walker váltotta fel.
Az 1960-as évek rock zenekarai, mint a Beatles, a Zombies és a Beach Boys inspirálták a zenekar második stúdiólemezét, a Pretty. Odd.-ot (2008). Ez az album jelentős eltérést jelentett a zenekar debütáló hangzásától. Ryan és Jon, akik kedvelték az együttes új irányát, kiléptek, mert Brendon és Spencer további változtatásokat akart a zenekar stílusában. (A duó később új zenekart alapított The Young Veins néven.)
A későbbiekben Brendon és Spencer ketten folytatták és új tagokat kértek fel koncertekre: Dallon Weekest basszusgitárosnak és Ian Crawfordot gitárosnak. Dallont később a zenekar megválasztotta állandó tagnak. A zenekar harmadik stúdióalbumát, a Vices & Virtues-t (2011), kizárólag Brendon és Spencer vette fel 2010-ben, majd az album John Feldmann és Butch Walker segítségével készült el.
Később hármasban, Urie, Smith és Weekes felvették, majd kiadták a zenekar negyedik stúdiólemezét, a Too Weird to Live, Too Rare to Die! című albumot (2013). Megjelenése előtt Spencer elhagyta a zenekart egy időre egészségügyi és kábítószerrel kapcsolatos ügyek miatt, így Urie és Weekes magukra maradtak. A duó Kenneth Harris basszusgitárossal és Dan Pawlovich dobossal tevékenykedett a koncerteken.
2015 elején a zenekar kisebb turnékon vett részt. Április 2-án a zenekar hivatalos oldalán közölt le egy üzenetet Spencer Smith, melyben elárulta, hogy ugyan nem tér vissza a Panic!-be, azonban nagyon hálás a rajongóknak az elmúlt 10 évért, mely élete legszebb korszaka volt. Nem sokkal ezután Brendon adott ki egy közleményt, miszerint új szerzeményeken dolgozik, és hogy készül az ötödik stúdióalbum. Az album első kislemeze, és egyben az új hangzásvilág bemutatódala a Hallelujah, mely április 20-án jelent meg. Szeptember végén megjelent az új lemez második single-je, a Victorious. Október 22-én Brendon bejelentette, hogy az új album a Death of a Bachelor címet kapta, valamint hogy 2016. január 15-től lesz kapható. Két nappal később, október 24-én debütált az album harmadik hivatalos kislemeze, az Emperor's New Clothes, valamint a hozzá készült videóklip. Dallon Weekes, a zenekar hivatalos basszgitárosa még az ősz folyamán bejelentette, hogy állandó tag helyett mostantól csak a zenekar turnégitárosa. November 26-án megjelent az új koronghoz tartozó negyedik kislemez, az L.A. Devotee. December 31-én debütált a Don't Threaten Me with a Good Time című számuk.

2017 decemberében Dallon Weekes hivatalosan bejelentette távozását a zenekarból. Helyére 2018 márciustól egy női tag került: Nicole Row. Nem sokkal ezután a Say Amen (Saturday Night) című kislemez előzte meg a zenekar hatodik stúdiólemezét, ami a Pray for the Wicked (2018). Ez év szeptemberében Kenny Harris-t elutasították többszörös kötelezettségszegés miatt, őt Mike Naran váltotta fel.

## Tagok
- Brendon Urie - ének, gitár, basszusgitár, zongora (2004-től)

Korábbi tagok
- Ryan Ross - gitár, ének, bendzsó, mandolin, harmonika (2004-2009)
- Jon Walker - basszusgitár, gitár, zongora, vokál, billentyűsök (2006-2009)
- Brent Wilson - basszusgitár (2004–2006)
- Spencer Smith - dob, ütőhangszerek (2004-2013)

Turné tagok
- Eric Ronick – billentyűsök, vokál (2006–2008)
- Bartram Nason - cselló, billentyűsök, elektromos dobok (2006)
- Dallon Weekes - basszusgitár, vokál (2009-2017)
- Kenneth Harris - gitár, vokál (2013-2018)
- Ian Crawford - gitár, vokál (2009-2012)
- Mike Naran - gitár (2018-)
- Daniel Pawlovich - dob (2015-)
- Nicole Row - gitár, vokál (2017-)

## Kislemezek

### A Fever You Can't Sweat Outalbumról (2005)
- Introduction
- The Only Difference Between Martyrdom and Suicide Is Press Coverage
- London Beckoned Songs About Money Written By Machines
- Nails for Breakfast, Tacks for Snacks
- Camisado
- Time to Dance
- Lying Is the Most Fun a Girl Can Have Without Taking Her Clothes Off
- Intermission
- I Write Sins Not Tragedies
- But It's Better If You Do
- Build God, Then We'll Talk
- There’s a Good Reason These Tables Are Numbered Honey. You Just Haven’t Thought Of It Yet
- I Constantly Thank God for Esteban

### Pretty. Odd.albumról (2008)
- Nine in the Afternoon
- Mad as Rabbits

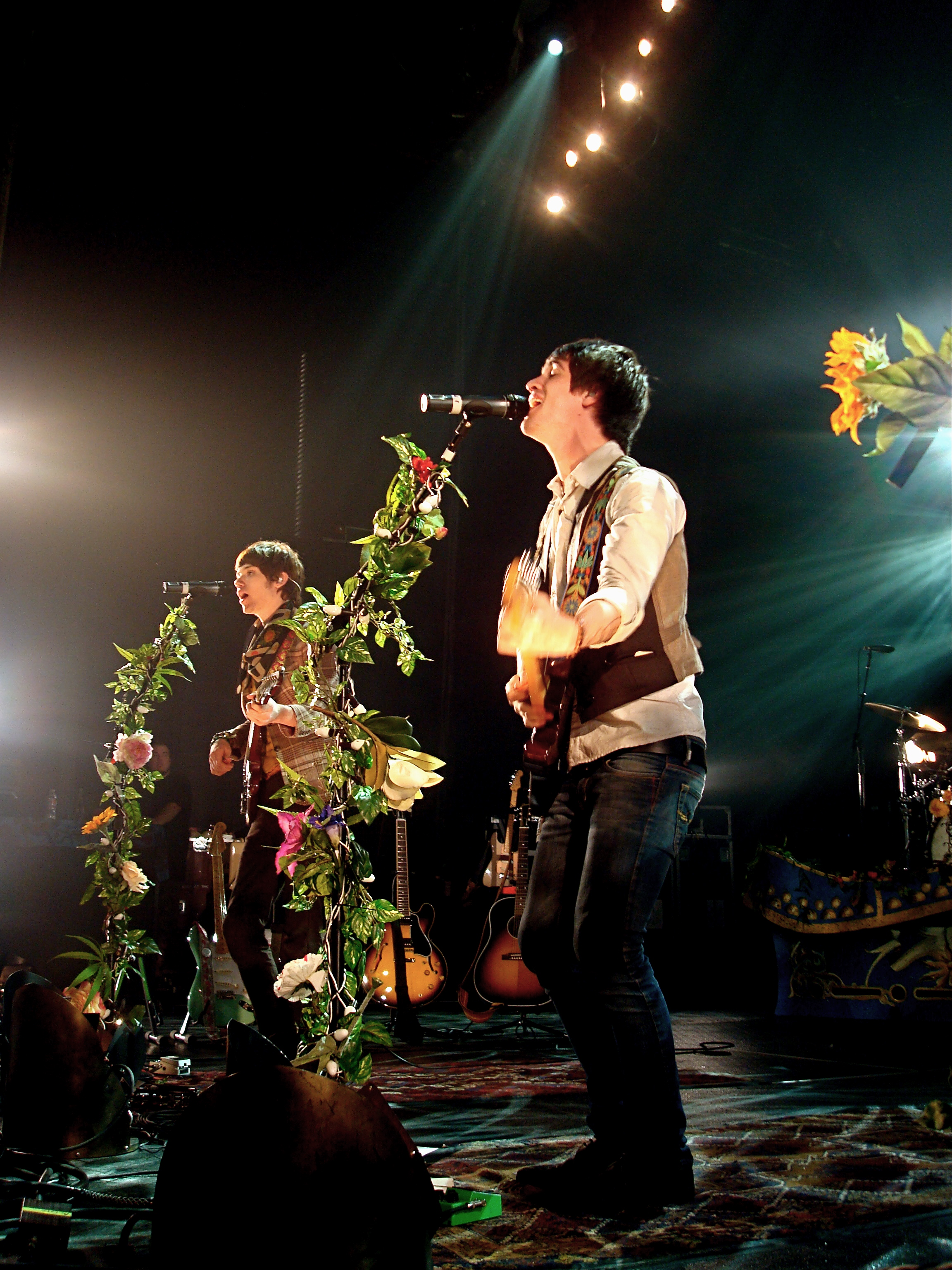
Ryan és Brendon 2008 áprilisában egy Houstoni koncerten

- That Green Gentleman (Things Have Changed)
- When The Day Met The Night
- She's A Handsome Woman
- Do You Know What I'm Seeing?
- From A Mountain In The Middle Of The Cabins
- The Piano Knows Something I Don't Know
- I Have Friends In Holy Spaces
- Northern Downpour
- Behind The Sea
- Folkin' Around
- Pas De Cheval
- We're So Starving
- She Had The World

### Vices & Virtuesalbumról (2011)
- The Ballad of Mona Lisa
- Let's Kill Tonight
- Hurricane
- Memories
- Trade Mistakes
- Ready to Go (Get Me Out of My Mind)
- Always
- The Calendar
- Sarah Smiles
- Nearly Witches (Ever Since We Met...)
- Stall Me
- Oh Glory (Demo)
- I Wanna Be Free (Demo)
- Turn Off the Lights (Demo)

### Too Weird to Live, Too Rare to Die!albumról (2013)

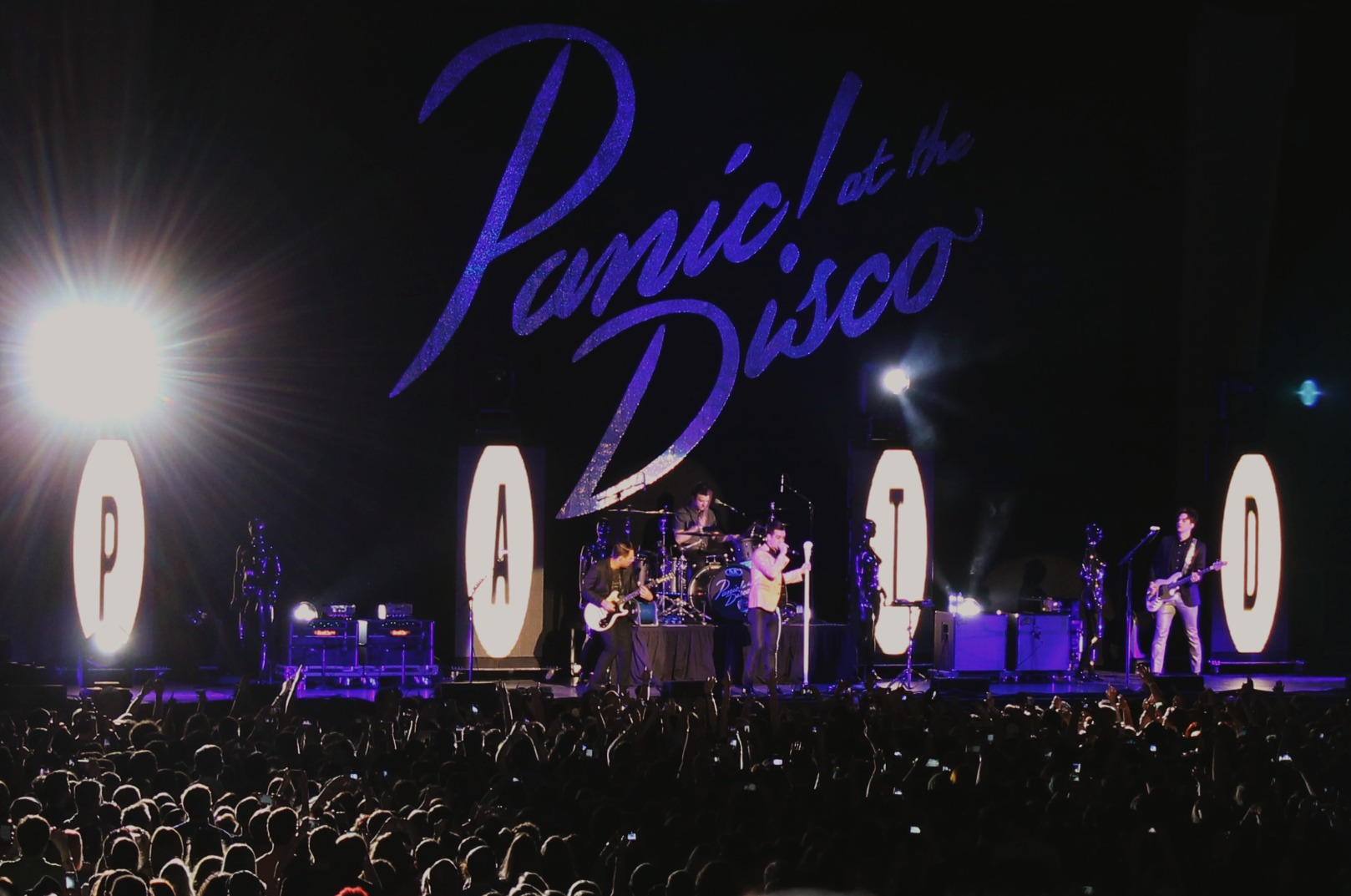
A Panic! at the Disco egy 2013-as koncerten Washingtonban

- Nicotine
- Girls/Girls/Boys
- This Is Gospel
- Vegas Lights
- Casual Affair
- Collar Full
- The End of All Things
- Girl That You Love
- Far Too Young to Die
- Miss Jackson (feat. LOLO)

### Death of a Bacheloralbumról (2016)
- Victorious
- Don't Threaten Me with a Good Time
- Hallelujah
- Emperor's New Clothes
- Death of a Bachelor
- Crazy=Genius
- LA Devotee
- Golden Days
- The Good, The Bad And The Dirty
- House of Memories
- Impossible Year

### Pray for the Wickedalbumról (2018)
- (Fuck A) Silver Lining
- Say Amen (Saturday Night)
- Hey Look Ma, I Made It
- High Hopes
- Roaring 20s
- Dancing's Not A Crime
- One Of The Drunks
- The Overpass
- King Of The Clouds
- Old Fashioned
- Dying In LA

### AViva las Vengeancealbumról (2022)
- Viva las Vengeance
- Middle of a Breakup
- Don't Let the Light Go Out
- Local God
- Star Spangled Banger
- God Killed Rock and Roll
- Say It Louder
- Sugar Soaker
- Something About Maggie
- Sad Clown
- All by Yourself
- Do It Death